# 横浜市立旭小学校
横浜市立旭小学校（よこはましりつ あさひしょうがっこう）は、横浜市鶴見区にある公立小学校。校名の『旭』は、設立時の所在住所「橘樹郡旭村」に由来する。

## 沿革
特記以外出典
- 1901年（明治34年）4月18日 - 神奈川県橘樹郡旭村立高等旭小学校創立。
- 1908年（明治41年）
  - 3月31日 - 小学校令改正により、橘樹郡尋常小学校と改称。
  - 4月1日 - 高等科併置のため、橘樹郡尋常高等旭小学校と改称。
- 1927年（昭和2年）4月1日 - 橘樹郡旭村が横浜市に編入されたため、横浜市立旭尋常高等小学校と改称。
- 1941年（昭和16年）4月1日 - 国民学校令公布により、横浜市立旭国民学校と改称。
- 1947年（昭和22年）4月1日 - 学校教育法令公布により、横浜市立旭小学校と改称。
- 1951年（昭和26年）
  - 9月30日 - 創立50周年記念大運動会開催。
  - 12月8日 - 寺尾町1192番地（現在の旭小学校の場所）に北寺尾分校設置。
- 1964年（昭和39年）3月6日 - 校歌制定・発表。
- 1966年（昭和41年）4月21日 - 馬場分校設置。
- 1967年（昭和42年）4月1日 - 馬場分校が横浜市立馬場小学校として独立開校。
- 1972年（昭和47年）2月22日 - 鉄筋コンクリート4階建（11教室）及び体育館兼講堂完成。
- 1974年（昭和49年）
  - 8月31日 - 全鉄筋校舎完成。10月4日に校舎落成記念大運動会開催。
  - 11月2日 - 落成式典挙行。
- 1975年（昭和50年）より1978年（昭和53年）年まで、児童数増加のためパネル教室増設。
- 1979年（昭和54年）
  - 1月29日 - 獅子ヶ谷分校設置[3]。
  - 4月2日 - 分校が横浜市立獅子ケ谷小学校として独立開校。
- 1980年（昭和55年）3月 - 特別教室改造設置（音楽室、図工室、家庭科室、図書室）。
- 1985年（昭和60年）4月30日 - プール新設。
- 1987年（昭和62年）4月 - 特殊学級設置。
- 1991年（平成3年）9月 - 校庭雨水貯水池完成。
- 1996年（平成8年）7月 - はまっ子ふれあいスクール開設。
- 1998年（平成10年）1月 - 体育館耐震補強工事実施。
- 2001年（平成13年）10月 - 創立100周年記念式典挙行。作品展、鑑賞会、旭まつり等記念事業実施。
- 2004年（平成16年）
  - 3月 - エレベータ設置。
  - 11月 - 学習情報センター設置。
- 2005年（平成17年）12月 - 学習情報センターにエアコン設置。
- 2006年（平成18年）4月 - 給食調理・運搬業務を民間に委託。
- 2007年（平成19年）
  - 8月 - 校内LAN整備。
  - 11月 - 学援隊発足。
- 2008年（平成20年）1月 - 校内LAN整備。
- 2010年（平成22年）
  - 3月 - ランチルームを普通教室に改装、外倉庫解体。
  - 5月 - ソーラーパネル設置。

## 通学区域と進学先中学校
出典

### 通学区域
- 北寺尾1丁目
- 北寺尾2丁目
- 北寺尾3丁目
- 北寺尾4丁目
- 北寺尾5丁目（3番〜11番）
- 獅子ケ谷1丁目（1番〜4番、40番1号〜40番6号、40番12号〜40番の終り）
- 馬場4丁目（31番8号、31番22号、32番〜35番、37番〜40番）
- 馬場5丁目
- 馬場6丁目（5番〜7番、8番2号、11番1号、11番29号〜25番）
- 東寺尾6丁目（41番のみ）

### 進学先中学校
公立学校に進学する場合
- 横浜市立寺尾中学校

## 学校周辺
- 横浜市消防局鶴見消防署寺尾消防出張所
- 神奈川県立三ツ池公園
- 白鵬女子高等学校
- 橘学苑中学校・高等学校

## アクセス
- 川崎鶴見臨港バス（臨港バス）「鶴02」・「鶴03」・「鶴04」・「鶴12」の各系統で、「北寺尾」バス停下車後、徒歩約280m・約4分。
  - JR京浜東北線・鶴見線鶴見駅から、上述の臨港バスで、「北寺尾」バス停下車後、徒歩。
  - JR東海道新幹線・JR横浜線・市営地下鉄・東急・相鉄新横浜駅から、臨港バス「鶴02」系統で、「北寺尾」バス停下車後、徒歩。
  - 東急東横線綱島駅から、臨港バス「鶴03」系統で、「北寺尾」バス停下車後、徒歩。